# المخيم الكشفي العالمي السادس
عقد المخيم الكشفي العالمي السادس (بالفرنسية:jamboree de la paix) في عام 1947 واستضافته فرنسا في مدينة ميسون. وكان هذا المهرجان الأول الذي قد عقد بعد وفاة بادن باول عام 1941. وكان من المقرر أصلاً أن يجرى المهرجان في عام 1941 في فرنسا.